# Las Yaras (Tacna)
Las Yaras es una localidad peruana, capital del distrito de Sama, perteneciente a la provincia y departamento de Tacna, al sur del Perú. En el 2017 tenía una población de 525 habitantes según el INEI.